# Montsauche-les-Settons
Montsauche-les-Settons is een gemeente in het Franse departement Nièvre (regio Bourgogne-Franche-Comté) en telt 534 inwoners (2009). De plaats maakt deel uit van het arrondissement Château-Chinon (Ville).

## Geografie
De oppervlakte van Montsauche-les-Settons bedraagt 44,6 km², de bevolkingsdichtheid is 12,1 inwoners per km².
De onderstaande kaart toont de ligging van Montsauche-les-Settons met de belangrijkste infrastructuur en aangrenzende gemeenten.

## Demografie
Onderstaande figuur toont het verloop van het inwonertal (bron: INSEE-tellingen).